# Silke Spiegelburg
Silke Spiegelburg (Georgsmarienhütte, 1986. március 17. – ) német atléta és rúdugró.
173 cm magas, súlya 61 kg. Kezdetben a TV Lengerichnél sportolt, majd 2005 óta a TSV Bayer 04 Leverkusen tag. Testvére, Richard Spiegelburg szintén rúdugró.

## Fordítás
- Ez a szócikk részben vagy egészben  a   Richard Spiegelburg című német Wikipédia-szócikk fordításán alapul.  Az eredeti cikk szerkesztőit annak laptörténete sorolja fel. Ez a jelzés csupán a megfogalmazás eredetét és a szerzői jogokat jelzi, nem szolgál a cikkben szereplő információk forrásmegjelöléseként.